# Абьей
Абье́й (араб. أبيي‎, англ. Abyei) — город в Судане/Южном Судане, центр округа Абьей штата Южный Кордофан, а также одноимённого спорного района.

## История
В мае 2008 года во время столкновений между армией Судана и Народной армией освобождения Судана город был почти полностью разрушен, по некоторым данным, тогда в нём было уничтожено до 90 % строений, а все жители вынуждены были покинуть город, из них от 30 до 50 тысяч (в большинстве представители народа динка) бежали в Южный Судан. Затем началось восстановление, часть беженцев вернулась, однако город продолжает оставаться очень бедным, в нём отсутствует даже общественный транспорт.

## Население
По данным на конец 2010 года, в городе проживает около 50 000 человек.